# Undecano
Con il termine undecano (o endecano) ci si riferisce ad un qualunque alcano avente formula bruta C11H24 o ad una qualunque miscela di più composti corrispondenti a tale formula (isomeri strutturali) o per antonomasia all'isomero lineare, chiamato più propriamente n-undecano.
Il n-undecano è un alcano lineare liquido composto da 11 atomi di carbonio, avente formula di struttura CH3(CH2)9CH3.
È usato come un attrattivo sessuale mite per vari tipi di falene e scarafaggi. Inoltre le formiche emettono undecano, ma anche tridecano, come segnali di allarme quando si trovano in pericolo. È anche utilizzato nella gascromatografia come standard interno. Presenta 159 isomeri.